# 金子正一郎
金子 正一郎（かねこ しょういちろう、1951年10月29日 - ）は、日本の地方公務員。東京都交通局長や、はとバス代表取締役社長を務めた。

## 人物・経歴
東京都で郵便局員の子として生まれる。6畳1間の寮に一家5人で暮らし、1975年に中央大学法学部を卒業後、東京都庁に入庁した。労働局配属。1994年東京都住宅局住宅政策室計画調査担当課長。1998年東京都住宅局参事。2000年東京都都市計画局参事（多摩都市モノレール総務部長）。2002年東京都知事本部危機管理調査担当部長。2003年東京都総務局総合防災部長。2004年東京都交通局総務部長。東京都交通局次長を経て、2008年東京都交通局長。2011年はとバス代表取締役社長に就任。在任中経営改革を進め、利用者数を急増させた。退任後、東京熱供給代表取締役社長、東京都弘済会評議員。2022年瑞宝小綬章受章。趣味はゴルフ、映画鑑賞。